# NGC 7457
NGC 7457 is een elliptisch sterrenstelsel in het sterrenbeeld Pegasus. Het hemelobject werd op 12 september 1784 ontdekt door de Duits-Britse astronoom William Herschel.

## Synoniemen
- UGC 12306
- MCG 5-54-26
- ZWG 496.32
- PGC 70258